# Campionato mondiale di football americano Under-19
Il Campionato mondiale di football americano Under-19 è una competizione sportiva internazionale a cadenza biennale, in cui si assegna il titolo mondiale di football americano maschile under-19.
La prima edizione si è tenuta nel 2009 negli Stati Uniti, in sostituzione dell'NFL Global Junior Championship (chiuso con l'edizione 2007).
L'ultima edizione si terrà nel 2020; in seguito sarà sostituito dal campionato mondiale di football americano Under-20, a cadenza quadriennale con inizio nel 2024.

## Elenco edizioni
| Anno          | Ospitante                  |             | Finale     | Finale      | Finale      |           | Finale terzo e quarto posto | Finale terzo e quarto posto | Finale terzo e quarto posto |
| Anno          | Ospitante                  | Vincente    | Risultato  | 2º posto    | 3º posto    | Risultato | 4º posto                    |                             |                             |
| 2009 Dettagli | Canton, Stati Uniti        | Stati Uniti | 41 - 3     | Canada      | Giappone    | 42 - 27   | Messico                     |                             |                             |
| 2012 Dettagli | Austin, Stati Uniti        | Canada      | 23 - 17    | Stati Uniti | Giappone    | 7 - 0     | Austria                     |                             |                             |
| 2014 Dettagli | Madinat al-Kuwait, Kuwait  | Stati Uniti | 40 - 17    | Canada      | Messico     | 31 - 30   | Austria                     |                             |                             |
| 2016 Dettagli | Harbin, Cina               |             | Canada     | 24 - 6      | Stati Uniti |           | Messico                     | 24 - 7                      | Giappone                    |
| 2018 Dettagli | Città del Messico, Messico |             | Canada     | 13 - 7      | Messico     |           | Stati Uniti                 | 61 - 9                      | Svezia                      |
| 2020 Dettagli | Stati Uniti                |             | Segnaposto |             | Segnaposto  |           | Segnaposto                  |                             | Segnaposto                  |

## Partecipazioni e prestazioni
Legenda
| -: non partecipante/non qualificata. R: ritiratasi prima dell'inizio del torneo. Q: qualificata a un'edizione ancora da disputare. | nª: classificata nella posizione n. V: campione. |

| Nazionale       | 2009 | 2012 | 2014 | 2016 | 2018 | 2020 | Partecip. | Vittorie | Secondi posti | Terzi posti |
| --------------- | ---- | ---- | ---- | ---- | ---- | ---- | --------- | -------- | ------------- | ----------- |
| Canada          | 2ª   | V    | 2ª   | V    | V    |      | 5         | 3        | 2             | -           |
| Stati Uniti     | V    | 2ª   | V    | 2ª   | 3ª   |      | 5         | 2        | 2             | 1           |
|                 |      |      |      |      |      |      |           |          |               |             |
| Messico         | 4ª   | -    | 3ª   | 3ª   | 2ª   |      | 4         | -        | 1             | 2           |
| Giappone        | 3ª   | 3ª   | 5ª   | 4ª   | 5ª   |      | 5         | -        | -             | 2           |
|                 |      |      |      |      |      |      |           |          |               |             |
| Svezia          | 6ª   | 7ª   | -    | -    | 4ª   |      | 3         | -        | -             | -           |
| Austria         | -    | 4ª   | 4ª   | 5ª   | -    |      | 3         | -        | -             | -           |
| Francia         | 7ª   | 6ª   | 6ª   | -    | -    |      | 3         | -        | -             | -           |
| Australia       | -    | -    | -    | 6ª   | 6ª   |      | 2         | -        | -             | -           |
| Germania        | 5ª   | -    | 7ª   | R    | -    |      | 2         | -        | -             | -           |
| Cina            | -    | -    | -    | 7ª   | -    |      | 1         | -        | -             | -           |
| Kuwait          | -    | -    | 8ª   | -    | -    |      | 1         | -        | -             | -           |
| Samoa Americane | -    | 5ª   | -    | -    | -    |      | 1         | -        | -             | -           |
| Panama          | -    | 8ª   | -    | -    | -    |      | 1         | -        | -             | -           |
| Nuova Zelanda   | 8ª   | -    | -    | -    | -    |      | 1         | -        | -             | -           |